# 妮歐塔·烏瑚拉
妮歐塔·烏瑚拉（Nyota Uhura）是來自《星际旅行》時空的一個虛構角色，由妮雪兒·尼柯斯（Nichelle Nichols）和佐伊·索尔达娜所飾演，出現在電視影集《星際爭霸戰》以及前六部及第十一至十三部《星际旅行》电影裡。她是星艦「企業號」（NCC-1701以及NCC-1701-A)上的總通訊官。

## 角色
烏瑚拉在2266年加入星艦企業號，成為航員組的一員。一開始是以上尉的軍階擔任柯克艦長手下的總通訊官。在企業號的五年任務裡，她一直堅守這個崗位。在2271年星艦重新整修之後，她以少校的軍階重新回到企業號，在威拉德·戴克（Willard Decker）手下工作。之後在同一年發生的維傑（V'ger）危機時又再度回到柯克（當時是上將）手下工作。
在2284年的時候，企業號被指派做為軍校生訓練之用，烏瑚拉也調到星艦總部通訊部，並且也在星艦學院授課。在試圖營救史巴克的行動中，她扮演一個幫助很大的角色。她從老城太空站的傳送室將柯克及他的航員非法傳送到企業號，讓他們得以竊取它以進行這個未經許可的任務。
在企業號自爆之後，烏瑚拉和其他的航員共同劫持一架克林貢獵禽艦以進行一項拯救地球的任務。他們必須回到20世紀尋找一種未來已經絕跡的鯨魚（參見《搶救未來》）。她和契可夫成功地從美國航空母艦企業號的核子反應爐裡獲得足夠的光子，來補充獵禽艦在時間旅行迴旋受損後所需的能量。
當他們成功地完成任務之後，他們回到了（未來的）地球。烏瑚拉和其他的航員因為竊取以及爆破企業號而受到審判。不過最後他們還是因為拯救地球受到表揚，功可抵過，烏瑚拉也重新回到柯克艦長的手下，在企業號A型擔任總通訊官。
在2293年的時候，烏瑚拉晉升成為中校，也再度回到星艦學院擔任教職。同一年，企業號A型也正式退役。之後她的軍旅生涯在（派拉蒙）官方的正史裡就沒有更多的記載了。

## 影響
烏瑚拉是美國電視上首次有黑人女性擔任專業人員並且和白人男性平起平坐，成了許多黑人和女性的模範。同是黑人女性的演員琥碧·戈柏自述，他在小時在電視上看到鳥瑚拉，一位黑人女性不是飾演幫傭，受到很大的震憾。後來銀河飛龍播映時，已經成名的戈柏要到了一個角色「解難」。NASA後來雇用尼柯斯協助招募女性和非裔美國人加入。美國首位非裔女太空人梅·傑米森便是受鳥瑚拉的影響才加入。美國首位非裔總統歐巴馬曾和尼柯斯在白宮見面，歐巴馬說自己年輕時對鳥瑚拉有好感。
此外，鳥瑚拉和寇克曾經（因為外星人的控制）接吻，是美國電視史上最早出現的跨族裔接吻之一。
在第一季末，尼柯斯另外接到百老匯的錄取，原想要辭演星际旅行，並且已經遞出辭呈，但製作人要求他周末再想想，就在那個周末，尼柯斯巧遇黑人民權運動領袖小馬丁·路德·金恩，金恩勸阻，告訴尼柯斯這是美國人首次有機會真正看到黑人的才能。烏瑚拉因此能繼續在劇中出現。

## 名字由來
烏瑚拉（Uhura）是來自斯瓦希里語中的這個字，意味著「自由」。「妮歐塔」（在斯瓦希里語中是「星星」的意思。妮歐塔這個名字在2009年的第十一集电影《星际迷航》里才正式出現。這個名字原先只出現在1960年代星際爭霸戰的劇本裡，並未出現在劇中或官方出版的正史中。威廉·薛特納曾在他的書中提到這個名字。然而，《星艦奇航記》的原創人吉恩·羅登貝瑞聲明說她只有一個名字，就是烏瑚拉。多年來，烏瑚拉的名字是否真的存在這件事在星艦迷之間一直是辯論的主題之一。
妮雪兒·尼柯斯在星際爭霸戰幕後花絮中提到，一個劇本作者詢問吉恩·羅登貝瑞關於烏瑚拉的名字，得到的回答是從來沒有想過這個問題。於是這個作者建議使用「妮歐塔」。羅登貝瑞很喜歡它，不過還是叫他在使用這個名字前先詢問尼柯斯看她同不同意。尼柯斯覺得這個名字很美麗。
在電影《搶救未來》裡，在某個地方柯克在跟烏瑚拉講話時，似乎低聲地叫她「妮歐塔」。

## 外部連結
- 官方網站資料（页面存档备份，存于）